# Liste der Kulturdenkmäler in Frankfurt-Sossenheim
In der Liste der Kulturdenkmäler in Frankfurt-Sossenheim sind alle Kulturdenkmäler im Sinne des Hessischen Denkmalschutzgesetzes in Frankfurt-Sossenheim, einem Stadtteil von Frankfurt am Main aufgelistet.
Grundlage ist die Denkmaltopographie aus dem Jahre 1994, die zuletzt 2000 durch einen Nachtragsband ergänzt wurde.

## Kulturdenkmäler in Sossenheim
| Bild                                                 | Bezeichnung                                          | Lage                                            | Beschreibung | Bauzeit                        | Objekt-Nr. |
| ---------------------------------------------------- | ---------------------------------------------------- | ----------------------------------------------- | --- | ------------------------------ | ---------- |
| Alte Schule                                          | Alte Schule                                          | Alt-Sossenheim 9 LageFlur: 11, Flurstück: 198/6 | |                                | 202431 DDB |
| Klassizistisches Wohnhaus                            | Klassizistisches Wohnhaus                            | Alt-Sossenheim 21 LageFlur: 11, Flurstück: 12/4 | | 1. Hälfte des 19. Jahrhunderts | 202430 DDB |
| Altes Rathaus                                        | Altes Rathaus                                        | Alt-Sossenheim 41 Lage                          | Barockes Fachwerkhaus, 1. Hälfte des 17. Jahrhunderts, Keller älter Bis zur Neubau des zweiten Schulhauses 1881 Rathaus                                                                           | 1. Hälfte des 17. Jahrhunderts | 155556 DDB |
| ehemaliges Rathaus                                   | ehemaliges Rathaus                                   | Alt-Sossenheim 62 Lage                          | Klassizistischer Steinbau. Nutzung zunächst als Schule und 1912–1928 Rathaus. Gebäude wird heute als Polizeistation genutzt                                                                       | 1836-1837                      | 155557 DDB |
| Wegekreuz                                            | Wegekreuz                                            | Alt-Sossenheim vor 68 Lage                      | Barockes Steinkreuz vor dem Pfarrhaus | 18. Jahrhundert                | 155558 DDB |
| Heldenfriedhof mit –gedenkstätte, Ehrenmal und Kreuz | Heldenfriedhof mit –gedenkstätte, Ehrenmal und Kreuz | Kurmainzer Straße 70 Lage                       | Der Komplex besteht aus einem Obelisk, der an den Krieg 1870/71 erinnert aus dem Jahr 1892, einem Gefallenendenkmal für den Zweiten Weltkrieg, ein klassizistisches Kruzifix aus der Zeit um 1850 | 1850 / 1892                    | 155563 DDB |
| Nothelferkapelle                                     | Nothelferkapelle                                     | Kurmainzer Straße 190 Lage                      | Neogotische Kapelle | 1882                           | 155559 DDB |
| Kirchturm                                            | Kirchturm                                            | Michaelstraße 6 Lage                            | gotischer Turm der kath. Kirche, um 1300, Kulturdenkmal mit Gewölbe, Turmhelm und den 4 Fenstern entspricht der Turm dem gotischen Baustil.                                                       | um 1300                        | 155560 DDB |
| Wegkreuz                                             | Wegkreuz                                             | Montabaurer Straße/Siegener Straße Lage         | Barockes Steinkreuz | 18. Jahrhundert                | 155561 DDB |
| Bild gesucht BW                                      | Höchster Stadtpark                                   | Schäferberg Lage                                | |                                | 159999     |
| ev. Kirche                                           | ev. Kirche                                           | Siegener Straße 17 Lage                         | Neogotischer Saalbau | 1898                           | 155562 DDB |

## Kulturdenkmäler auf dem Friedhof von Sossenheim
Der Ergänzungsband von Volker Rödel zur Denkmaltopographie, Die Frankfurter Stadtteilfriedhöfe nennt ein Ehrenmal und sieben Grabmale auf dem Friedhof von Sossenheim, die ebenfalls unter Denkmalschutz stehen.
| Bild                | Bezeichnung         | Lage                            | Beschreibung | Bauzeit | Daten |
| ------------------- | ------------------- | ------------------------------- | --- | ------- | ----- |
| Kruzifix            | Kruzifix            | Friedhof Sossenheim Lage        | Das Kruzifix ist Teil des Ehrenmals für die Toten des Zweiten Weltkriegs. Das Hochkreutz aus rotem Sandstein mit Jesusfigur aus Keramik stammt aus der Zeit um 1950. Es steht auf einem Sockel eines historischen Wegekreuzes aus dem Jahr 1852                                                                                | 1853    |       |
| Familie Bollin      | Familie Bollin      | Friedhof Sossenheim, 19         | Kreustele in vereinfachten neogotischen Formen aus Sandstein | 1908    |       |
| Familie Klees-Dorn  | Familie Klees-Dorn  | Friedhof Sossenheim, 26–27 Lage | Kreuzdenkmal über Eck aus poliertem schwarzen Granit mit Christusfigur als Galvanobronze von Steinmetz J. Neuhäusel | 1910    |       |
| Familie Kinkel      | Familie Kinkel      | Friedhof Sossenheim, 69–70      | Neoklassizistische Bildstele aus gestocktem Granit mit Darstellung des Orpheusmotivs im Bronzerelief. Hier ist Juliane Kinkel (* 17. April 1892 in Sossenheim; † 17. August 1986 ebenda)l deutsche Widerstandskämpferin und Mitglied der Katholischen-Arbeitnehmer-Bewegung (KAB) Katholische Christin im Widerstand begraben. | 1915    |       |
| Familie Baldes-Noss | Familie Baldes-Noss | Friedhof Sossenheim, 109–110    | Schriftstele aus asymmetrisch trapezoidem Umriss aus poliertem schwarzen Granit, akzentuiert durch ein Relief aus Galvanobronze mit Christuskopf | 1916    |       |
| Sammelgrabstätte    | Sammelgrabstätte    | Friedhof Sossenheim Lage        | Sammelgrabstätte für die Pfarrer der Katholischen Kirchengemeinde St. Michael seit 1920. Es besteht aus schlichten Kalksteinkreuzen für die Pfarrer. Kopfseitig befindet sich ein Kruzifix mit modern interpretierter Christusdarstellung als Relief, 1996 Steinmetz Schranz GmbH                                              | 1996    |       |
| Familie Brum        | Familie Brum        | Friedhof Sossenheim, 149–150    | Ädikulastele aus geschliffenem schwarzen Granit, Schrift und Schmuckfriese graviert, der Christuskopf als Bronzerelief in den Giebel eingesetzt | 1922    |       |
| Familie Lotz        | Familie Lotz        | Friedhof Sossenheim, 156–157    | Dreigeteilte Stele aus poliertem roten Granit mit eingelassenem Relief einer Kreuzigungsgruppe aus Galvanobronze | 1927    |       |